# Bice Piacentini

Bice Piacentini con il marito Carlo

(prefazione del saggio Poesia Vernacola Sambenedettese)
Beatrice Piacentini Rinaldi detta Bice (San Benedetto del Tronto, 21 agosto 1856 – San Benedetto del Tronto, 18 maggio 1942) è stata una poetessa italiana.

## Biografia
Nasce a San Benedetto del Tronto nell'agosto del 1856. Passa l'infanzia tra San Benedetto del Tronto, Roma e Collevecchio. Qui conosce il futuro marito, Carlo, fratello minore del padre. Dal matrimonio nasce l'unico figlio, Giuseppe nato a Roma nel 1881 e scomparso nel 1935, sempre a Roma. 
Intorno ai primi del '900, decide di adottare Pia Ceccarelli, figlia di un marinaio, Alvise Filippo Ceccarelli. La compagnia della bambina la distoglie dai numerosi lutti familiari che subisce durante la sua vita: perde il padre nel 1869, nel 1881 il fratello Gualtiero (architetto che disegnò il cimitero monumentale di San Benedetto del Tronto), nel 1911 il marito e nel 1912 il fratello Ernesto.
Pubblica sonetti in dialetto sambenedettese a più riprese tra il 1904 e il 1926. Le sue opere apparvero in riviste e giornali. La sua ultima pubblicazione furono i "Sonetti marchigiani" dedicati alla memoria della madre Marianna deceduta nel 1921.
Nel 1905 viene premiata dalla all'Esposizione Regionale di Macerata e le sue opere teatrali cominciarono a riscuotere successo.

## Poetica e stile
Scrisse sonetti in vernacolo sambenedettese per poi occuparsi della promozione della poesia dialettale. Con l'antologia Sonetti Marchigiani (1926) raggiunse notorietà con l'affermazione dei temi a lei cari, sulla condizione e il ruolo della donna nella società dell'epoca e la rappresentazione di una vita quotidiana verista, trasformando in poesia le scene di famiglia e della strada, raccogliendo testimonianze dalla viva voce dell'animo popolare del borgo marinaro.
La sua poesia è drammatica, semplice e sentimentale. Offre una documentazione e una testimonianza sui costumi, sulle tradizioni popolari dell'antica cultura marinara sambenedettese. La sua opera è costituita essenzialmente da scritti (poesie, racconti, opere teatrali) in dialetto sambenedettese con alcune eccezioni di opere scritte in lingua italiana.
Palazzo Piacentini, in cui aveva dimorato, all'interno del "Paese Alto" (borgo antico) di San Benedetto del Tronto, ospita attualmente un Centro di esposizione di Arte Contemporanea, l'Archivio storico del comune di San Benedetto e la Pinacoteca dei pittori del mare.
(dalla poesia Sammenedètte)

## Opere principali
- Sonetti marchigiani (1926)
- Ballo del sospiro
- Poesia vernacola sambenedettese

## Pubblicazioni sulla vita della poetessa Beatrice Piacentini Rinaldi
- L'Arco di Bice scritto nel 2010 da Cinzia Carboni http://www.fluidbook.it/book/iluoghidellascrittura/larco_di_bice/